# Staffel (Militär)
Staffel ist eine ausschließlich in deutschsprachigen Ländern genutzte Bezeichnung für entweder militärische Einheiten oder Teileinheiten.

## Bundeswehr

### Staffel (Einheit)
Eine Einheit der Bundeswehr, die als Staffel bezeichnet wird, entspricht einer Kompanie oder Batterie anderer Teilstreitkräfte bzw. Truppengattungen. Ihr Führer ist Inhaber der Disziplinarbefugnis.
Das Größenordnungszeichen einer Staffel als Einheit in militärischen Symbolen ist ein senkrechter Strich.

#### Fliegende Verbände

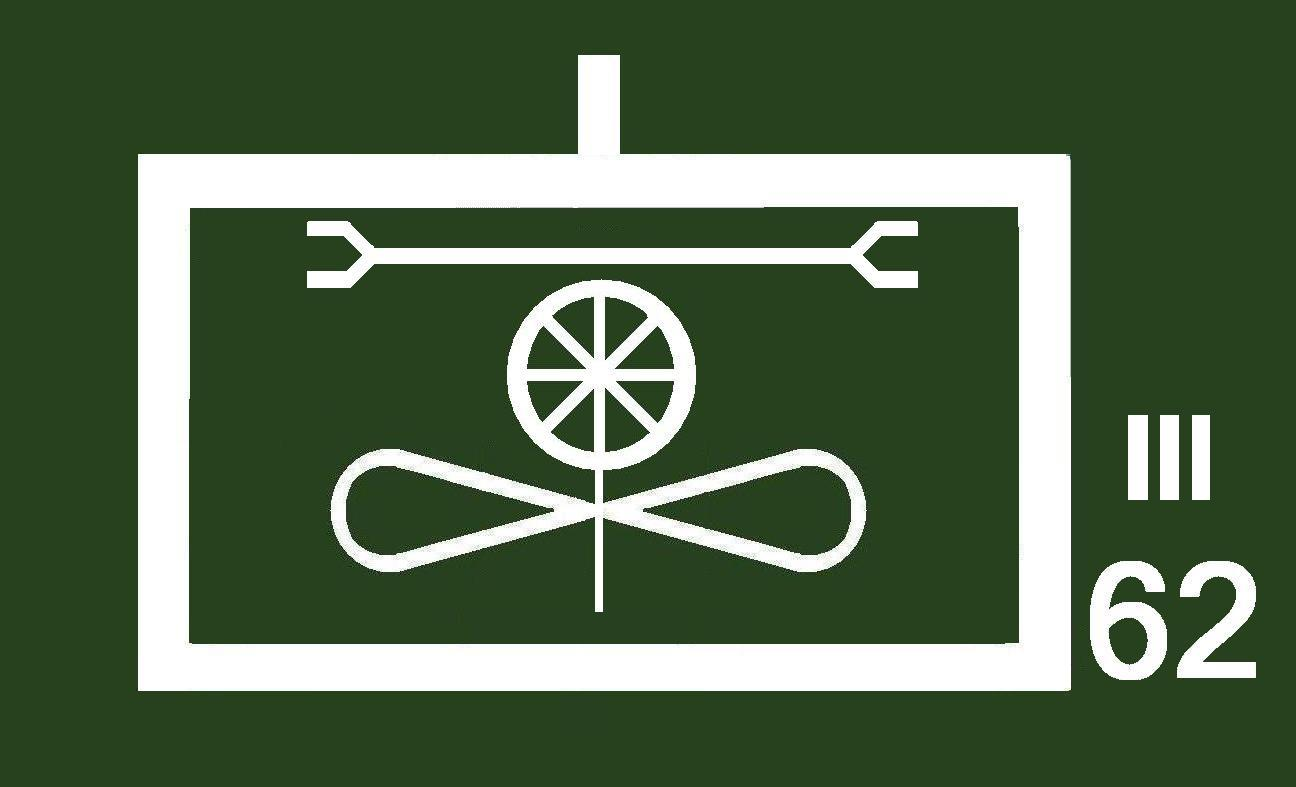
Taktisches Zeichen einer Instandsetzungsstaffel

In fliegenden Verbänden von Luftwaffe und Heer (und auch in nicht- oder paramilitärischen Institutionen wie der Bundespolizei) wird in der Regel die Bezeichnung Staffel für Einheiten in Kompaniegröße verwendet. Mehrere – in der Regel zwei – fliegende Staffeln bilden bei der Luftwaffe mit der Flugbetriebsstaffel die „Fliegende Gruppe“ innerhalb eines Geschwaders. Den Führer einer Staffel bezeichnet man als Staffelchef oder Staffelkapitän.
Bei den Heeresfliegern bilden sechs Staffeln ein Regiment. Alle Staffeln des Regiments werden durch den Staffelkapitän geführt, der in der Regel ein Stabsoffizier ist.
Auch im Bereich der Technik wird die Bezeichnung Staffel genutzt.

#### Flugabwehrraketendienst

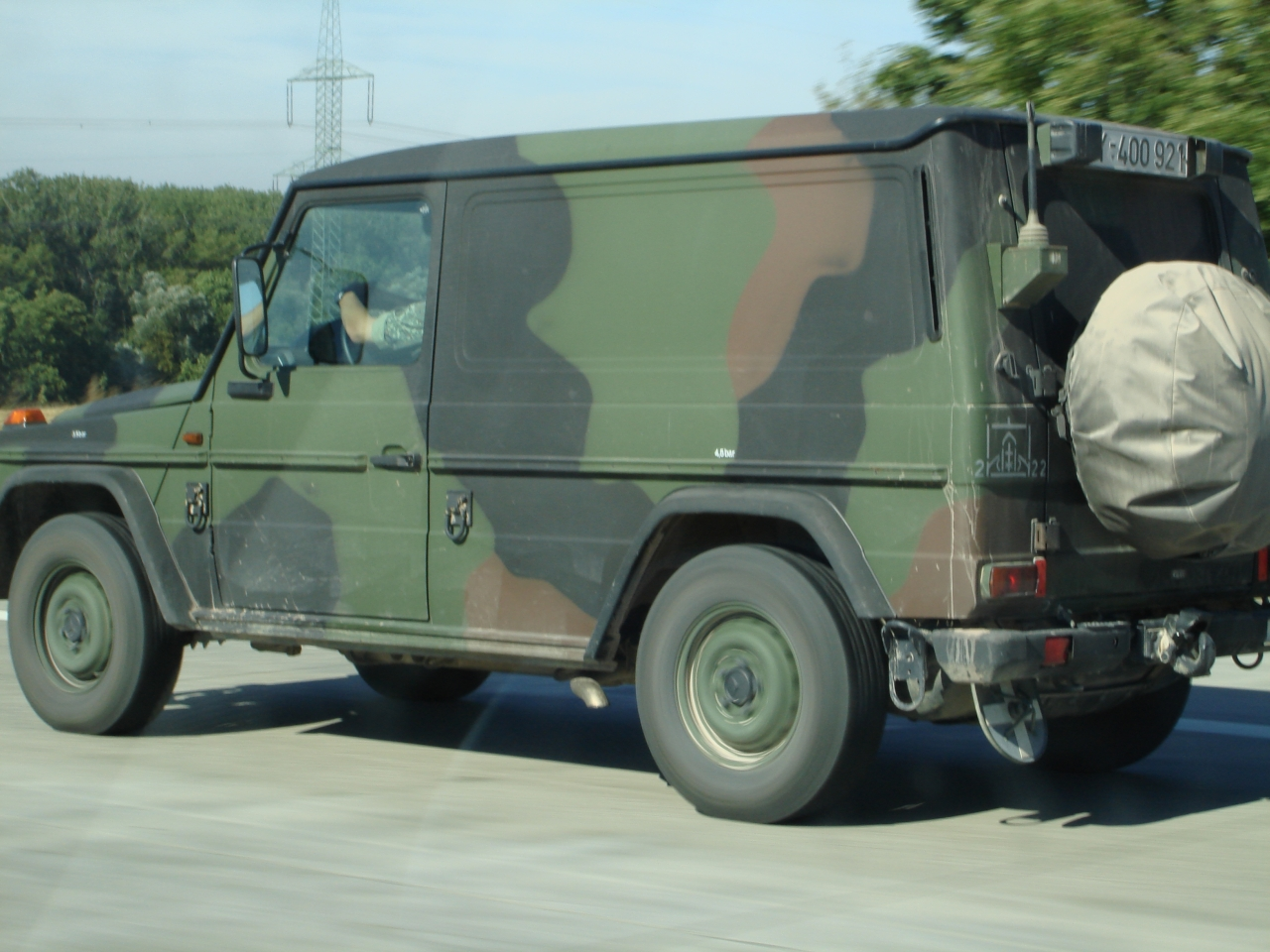
Wolf mit dem taktischen Zeichen einer (Patriot)-Kampfstaffel (2./FlaRakGrp 22)

Bei den Flugabwehrraketeneinheiten der Luftwaffe werden jeweils ein Feuerleitzug, ein Abschusszug und ein Wartungs- und Transportzug sowie ein Innendienstzug von einem Staffelchef im Dienstgrad Major geführt.

#### Objektschutz in der Luftwaffe
Auch im Objektschutz der Luftwaffe werden Einheiten als Staffeln bezeichnet. Infanteristische Staffeln unterscheiden sich von Infanteriekompanien des Heeres in Struktur und Stärke. Sie bestehen aus vier Zügen und werden von einem Major oder Hauptmann geführt.
Im Luftwaffenausbildungsbataillon spricht man abweichend von (Ausbildungs-)Kompanien.

#### Sanitätsdienst
Im Sanitätsdienst der Bundeswehr unterstehen den Sanitätsunterstützungszentren (SanUstgZ) insgesamt 15 Sanitätsstaffeln Einsatz (SanStff Eins), die in Einsätzen einem Kampfbataillon des Heeres einzeln zugeordnet werden können.

### Staffel (Teileinheit)
Das Größenordnungszeichen einer Staffel als Teileinheit in militärischen Symbolen sind vier waagerecht angeordnete Punkte.
Außerhalb der oben genannten Verbände ist eine Staffel eine Teileinheit, die kleiner als eine Kompanie ist und mehrere Züge führen kann. Staffeln gibt es u. a. in der Fernmeldetruppe, hier geht beispielsweise eine gemischte Kompanie aus drei Weitverkehrs- und einem Funkzug in der Einsatzgliederung zu drei gemischten Staffeln auf. Dabei werden aus Teileinheiten (Zügen) neue Teileinheiten (Staffeln).
In den Heereslogistiktruppen bestanden bis März 2024 in den Versorgungskompanien Instandsetzungs- und Nachschubstaffeln.
Der Führer der Teileinheit Staffel heißt Staffelführer in Abgrenzung zum Staffelchef, wenn Staffel eine Einheit bezeichnet.

### Staffel (Taktik)
In der Taktik beschreibt die Staffel die Teilmenge eines Truppenteils, welche sich zeitlich versetzt („gestaffelt“) örtlich verändern (z. B. verlegen oder vom Feind lösen).
Gefechtsstände ab Bataillonsebene aufwärts beispielsweise verlegen in der Regel staffelweise. Weil ein Gefechtsstand auf dem Marsch nicht führungsfähig ist, wird dieser geteilt. Während die eine Staffel in den neuen Einsatzraum verlegt, bleibt die andere Staffel zunächst am alten Ort zurück und führt die unterstellten Truppenteile. Hat die eine Staffel die Führungsfähigkeit im neuen Einsatzraum hergestellt, übernimmt diese die Führungsaufgaben. Die andere Staffel zieht in den Raum der einen Staffel nach oder überschlagend sogleich wieder in einen neuen Einsatzraum, je nach Geschwindigkeit der Operationsführung und der räumlichen Ausdehnung des Operationsgebietes.
Die Zusammensetzung der Staffeln wird vom militärischen Führer im Einzelfall befohlen. Für die Gefechtsstände gibt es jedoch Anhalte in den Dienstvorschriften und Gefechtsstandkonzepten.

## NVA-Luftstreitkräfte
In den Luftstreitkräften der NVA wurde eine fliegende Staffel durch einen Flugzeugführer/Truppendienstoffizier im Dienstgrad bis Oberstleutnant bzw. Fregattenkapitän und mit der Funktionsbezeichnung Staffelkommandeur geführt.
Die selbständige Staffel verfügte über bis zu 24 Luftfahrzeuge und war dem selbständigen Verband/ Bataillon vergleichbar.
Die Staffel im fliegenden Geschwader hingegen verfügte über bis zu 12 Luftfahrzeuge und orientierte sich an der taktischen Zuordnung von Flugzeugen in:
- Kette (Kettenkommandeur, mit je vier Flugzeugen) oder
  - Paar (Führender und Geführter, mit je zwei Flugzeugen).

## Wehrmacht

### Generalstab
Die beiden Stabsorganisationen OKW und OKH unterhielten am jeweiligen Standort des Führerhauptquartiers eine (mobile) Feldstaffel, der am jeweiligen Hauptsitz verbliebene Teil wurde Heimatstaffel genannt.

### Luftwaffe
Eine Flugzeugstaffel der deutschen Luftwaffe bestand aus neun bis zwölf Flugzeugen und gliederte sich in drei Schwärme mit je vier Flugzeugen (bei Jagdverbänden) oder in vier Ketten mit je drei Flugzeugen (Kampffliegerverbände).
Flugformationen der Staffel im Zweiten Weltkrieg waren der Staffelkeil, der Staffelwinkel und die Staffelkolonne.

### Heer
Im Heer wurden mit Staffel unterschiedlich große Teileinheiten unterhalb der Größe einer Kompanie/Batterie bezeichnet. Oft wurde dieser Begriff für Versorgungskräfte benutzt. Beispiele:
- Verbände in Bataillons-/Abteilungsstärke verfügten beim Stab oft über eine Nachrichtenstaffel, in etwa in der Stärke eines halben Zuges, die von einem Unteroffizier geführt wurde.[3] Sie entstanden durch Verringerung der früheren Nachrichtenzüge, die von Offizieren geführt wurden.
- Motorisierte Bataillone verfügten beim Stab oft über eine Instandsetzungsstaffel, meist in Zugstärke, geführt durch den Bataillons-Ingenieur.
- In den Gebirgsjägerzügen wurden die Tragtiere, Zugpferde mit Pferdekarren und die jeweiligen Tierführer zu Zugstaffeln zusammengefasst, die von einem extra dazu bestimmten Unteroffizier geführt wurden.
- In den Versorgungskompanien motorisierter Bataillone existierten u. a.:
  - Munitionsstaffeln, bis zu vier Gruppen stark, geführt durch den Feuerwerker-Oberfeldwebel;
  - Betriebsstoffstaffeln, bis zu zwei Gruppen stark, geführt durch den Betriebsstoff-Unteroffizier;
  - Sanitätsstaffeln, zur Einrichtung des Verbandplatzes, geführt durch den Hilfsarzt, den zweiten Arzt neben dem Bataillons-Arzt;
  - Verwaltungsstaffeln, geführt durch den Zahlmeister.

## Schweiz
Für die Fliegerstaffeln der Schweiz siehe:

## USA und Großbritannien im Zweiten Weltkrieg
Die britische Royal Air Force gestaltete die Flugzeugzahl in ihren Staffeln (Squadrons) im Zweiten Weltkrieg flexibel. Am wenigsten auf die Flugzeugzahl fixiert war eine Staffel bei den US-Luftstreitkräften während des Zweiten Weltkrieges, bei denen eine Staffel zwischen etwa 5 und über 20 Flugzeugen haben konnte.